# Légcsavar

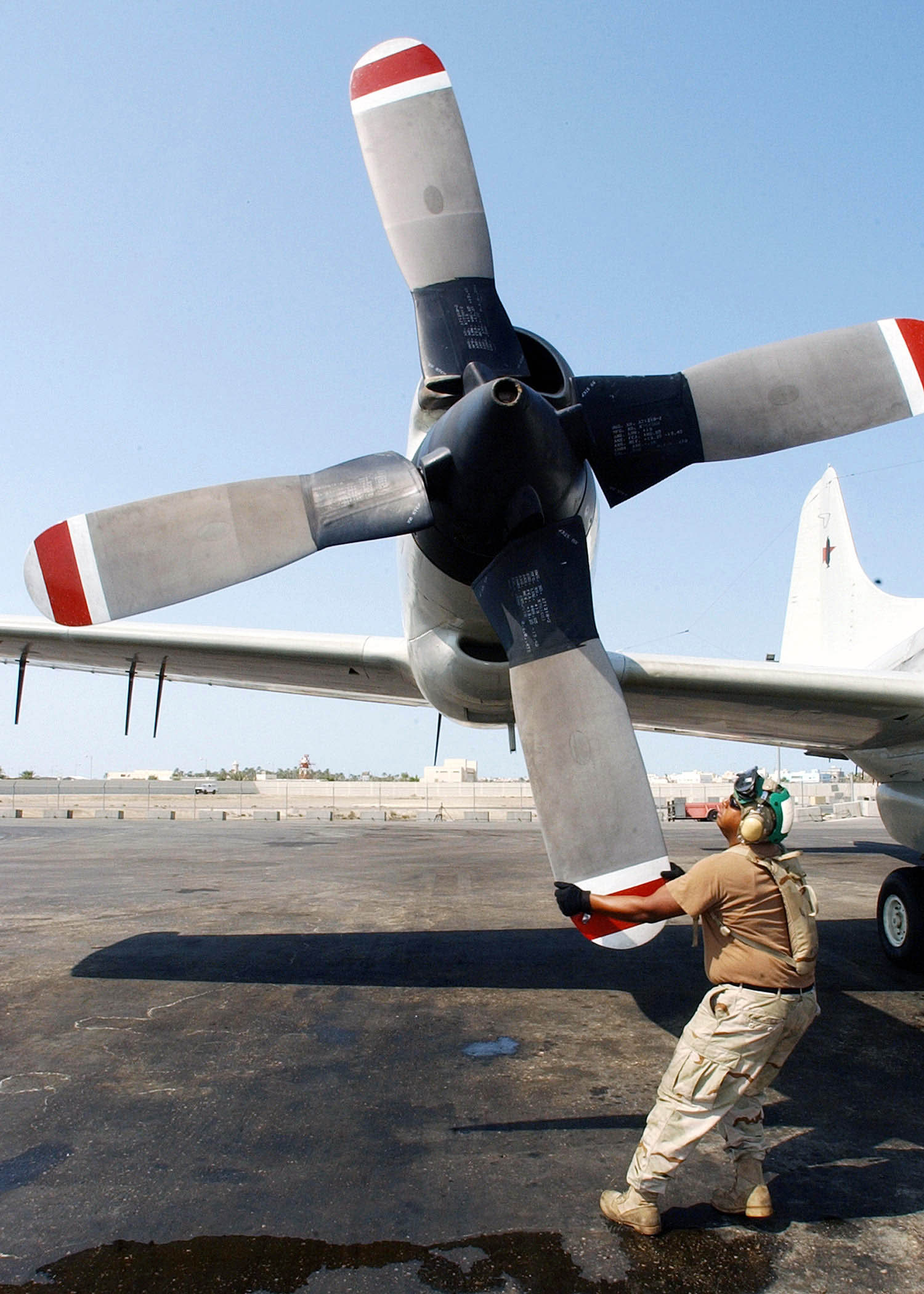
EP–3 Orion felderítő repülőgép légcsavarja
(a technikus nem a motort indítja be a légcsavar megforgatásával, hanem a felszállás előtti ellenőrzést végzi a propeller megmozgatásával)

A légcsavar, idegen szóval propeller a repülőgépek körében általánosan használt erőátviteli megoldás, amely a motor teljesítményét közvetíti a hordozó közegre, a levegőre. A légcsavar megforgatására repülőbenzinnel hajtott dugattyús motort vagy kerozinnal üzemelő gázturbinát alkalmaznak. A légcsavaron a szárnyakhoz hasonló módon felhajtóerő keletkezik, ami a repülőeszközt előre mozgatja.

## Története
A mai formában ismert – motorteljesítményhez és levegőáramláshoz optimalizált – légcsavar korai változata először a Wright fivéreknél jelent meg 1903-ban. Gépük, a Wright Flyer (1900-ban az észak-karolinai Kitty Hawkba költöztek) fából faragott légcsavarral és egy bicikliműhelyben épített motorral szállt fel. A légcsavar hatékonysági mutatója 80%-os volt. Ők ismerték fel először, hogy a légcsavarlapát szárnyként viselkedik, és a saját profilja körüli áramlásnak számítható aerodinamikája van, illetve már ebben a korai stádiumban is végeztek szélcsatorna-kísérleteket, ahol megfigyelhették a légcsavarok körüli áramlásokat. Ennek eredményeként még száz évvel munkásságuk után is ugyanazon elvek alapján számítják és alakítják ki a leghatékonyabb légcsavarformákat.
Természetesen már a tudományos megfigyeléseken és számításokon alapuló műszaki megoldások előtt is sokan tettek kísérletet kezdetleges légcsavarhajtás előállítására, ahogyan az alábbi képeken látható. Ezek a mai értelemben véve még nem légcsavarok, de létezésük szükséges volt a mai légcsavarig vezető hosszú úton.
|  |  |  |  |

## Felépítése
Anyaga lehet fa (ez a régebbi repülőgépeknél volt elterjedt alapanyag), lehet fém, és lehet kompozit szénszálas műgyanta is. A légcsavarnak lapátjai vannak, de a légcsavartoll elnevezés is használatos. A lapátok elrendezésének a tömegközéppontja pontosan a légcsavartengelyre van szabályozva. A nagyon pontos beszabályozás rendkívül fontos, mert ha a légcsavar tömegközéppontja nem forgásszimmetrikus, a légcsavar „üt”, és ezzel a motor, illetve az egész repülőgép biztonságát kockáztatja. A szabályozás mértékét érzékelteti, hogy a finombeállítást a légcsavartollakra felvitt festékrétegek vastagságának változtatásával végzik. A légcsavarlapát tulajdonképpen egy szárny a szó aerodinamikai értelmében: van profilja, belépő és kilépő éle, amelyek a forgási iránynak megfelelően vannak kialakítva, és van állásszöge, ami lehet állandó vagy változtatható. Ez utóbbi a „változtatható állásszögű légcsavar”, röviden az „állítható légcsavar”. Ezen túlmenően a korszerű légcsavarlapátnak nem állandó sem a húrhossza, sem az emelkedési szöge. Mindkét jellemző feltűnő, hiszen a lapátok végei kifelé elvékonyodnak, valamint a forgási síkkal nagyjából párhuzamosan, nulla emelkedési szögön állnak, és a lapát körül kialakuló áramlás minél csendesebb leválasztásában, kiegyenlítésében vesznek részt. A kisgépes repülésnél nagyon fontos, hogy a légcsavarlapátok kerületi sebessége nem lépheti át a hangsebességet, mert az ilyenkor kialakuló rezonanciák, áramlásleválások tönkretehetik a légcsavart, illetve a motort. Belátható, hogy a kerületi sebesség fogalma miatt nem az egész légcsavaron következne be a hanghatár átlépésével járó lökéshullám, hanem csak a lapátvégeken, ami komoly terhelést okozna a lapát azon részén, ahol a szubszonikus és a már szuperszonikus rész találkozik. Természetesen erre is lehet méretezni a légcsavart és annak anyagát, de ez a kisgépes (dugattyús-motoros) repülőgépeknél nem gyakorlat és nem is szükséges.

## Átmérője, a lapátok száma
A légcsavar átmérőjétől függ az egyszerre megmozgatott levegő mennyisége és így a légcsavar vonóereje is. Minél nagyobb levegőtömeget kell egyszerre megmozgatni, annál nagyobb teljesítményű motorra van szükség a meghajtáshoz. Emellett, minél nagyobb a légcsavar átmérője, annál lassabb lehet a maximális fordulatszáma. Az optimális esetben a lapátvégek kerületi sebessége még a kb. 220 m/s értéket sem lépi túl. Ha az átmérőből, a forgatási sebességből, az állásszögből és a standard levegősűrűségből számított vonóerő nem lenne elegendő a repülőgép felszállásához, a következőket lehet tenni: Egy picit rövidebbre veszik az átmérőt és beiktatnak még egy lapátot. Ezáltal növelhető a maximum forgási sebesség, illetve még egy plusz "szárny" azaz légcsavarlapát vesz részt a forgatóerő levegőnek történő átadásában. Ennek természetesen „ára” van, mert minél több lapát van a légcsavaron, annál erősebb motor kell az azonos sebességű megforgatáshoz. Ez a folyamat addig ismételhető amíg végül elfogy a légcsavarkoszorún az újabb lapátok számára a hely, vagy elértük a használt hajtómű maximális erőleadási képességét. A légcsavarátmérő kiszámításánál figyelembe kell venni a lapátvégek repülőgéptörzstől és a talajtól való biztonságos távolságát.

## Meghajtása
A légcsavar meghajtása lehet közvetlen, vagy áttételes. A közvetlen meghajtás esetében a légcsavar közvetlenül a motor főtengelyének kivezetésére van erősítve, így a motor fordulatszáma megegyezik a légcsavar fordulatszámával. A kisgépeknél ez az általánosan elterjedt megoldás, lévén, hogy a fogaskerekes áttételek, reduktorok jelentős plusz tömeget képviselnek. A nagyobb lapát-átmérők esetében már szükséges a reduktor alkalmazása, mert a kerületi sebességre érvényes korlátok miatt a légcsavar fordulatszáma alacsonyabb, ez esetben viszont a motorok forgatónyomatéka lehet kevés. Csillagmotorok esetében a bolygókerekes reduktor az általános, míg a soros vagy boxer elrendezésű repülőgépmotoroknál a fogaskerekes áttétel az elterjedt, ott ahol ez szükséges. A motor és a légcsavar viszonya egyfajta kompromisszum, mivel a légcsavar szempontjából a folyamatos nagy forgatónyomaték lenne az ideális minden fordulatszám-tartományban, de a motorok sajátosságaiból adódóan az alacsony fordulaton kívánt nagy nyomaték csakis az átlagosnál nagyobb űrméret alkalmazásával valósítható meg. Ez persze nagyobb fogyasztást és nagyobb súlyt is jelent. Ha a légcsavarátmérő nagy, abban az esetben hatalmas a megmozgatott levegő mennyisége is, de a légcsavar nem is foroghat túl gyorsan (kerületi sebesség!). Belátható, hogy 1000 lóerő leadásához, kb. 2200-as percenkénti fordulaton kb. 30 000 köbcentis motorra van szükség, miközben esetleg a négylapátos 3,6 méter átmérőjű légcsavar csak 1500-at foroghat maximum. Ez egy konkrét példa, további részletek az An–2 repülőgépről szóló szócikkben.

## Állásszög
A légcsavarlapát is egy szárny, és mint ilyen, csak bizonyos állásszög-tartományokban fejti ki hatását. Nulla állásszögön a légcsavar nem fejt ki húzóerőt. Túl nagy állásszögön pedig – csakúgy mint a repülőgépszárny – átesik. Az optimális határok a légcsavar fizikai kialakításától (profil, húrhossz, lapáthossz, fordulatszám) függnek. Főként szállítógépeknél a lapátok negatív állásszögre is állíthatóak, így a leszállás után, kigurulásnál a légcsavart a repülőgép fékezésére, a kigurulási úthossz csökkentésére lehet használni. Felszálláskor a lehető legnagyobb teljesítményleadásra van szükség, ez a légcsavar kis állásszögén a leghatékonyabb, azaz így van a légcsavar az álló levegőhöz képest optimális pozícióban, az átesési kritikus állásszögtől távol. A földön álló gép esetében- amely ekkor még a levegőhöz képest nem mozog – valós állásszögről beszélünk, de amikor a légcsavar által felvett levegő már a repülés mindenkori sebességével "érkezik", a dinamikus állásszög kifejezés használatos. Ez relatív fogalom, amely a megfújás sebességével fordítottan arányos. Ebből következik, hogy minden valós állásszöghöz tartozik egy olyan repülési sebesség, ahol a dinamikus állásszög nullára csökken. Gyakorlatilag ez a nem változtatható állásszögű légcsavar sebességhatára. A légcsavar ekkor nem ad le vonóerőt (tolólégcsavar esetében tolóerőt), mert a gép repülési sebességvektorával egyenlő, de azzal ellentétes irányú megfújás pontosan akkora sebességgel érkezteti a levegőt a légcsavarlapátokhoz, amekkorát azok "kiharapnának" az álló levegőből. A dinamikus állásszög ebben a pillanatban nulla. A repülőgép sebességének további növelése a gravitáció irányába nyomással lehetséges, de ekkor már a légcsavar dinamikus állásszöge negatív lesz, ami erős visszahatást fejt ki és ezzel jelentős terhelést jelent a légcsavarlapátoknak és a motornak egyaránt. Az állítható szögű légcsavar pont ezen jelenségek kiküszöbölésére alkalmazható. Felszállás után, amikor már nem a nagy erőleadás a fő szempont, hanem a folyamatos utazósebesség, illetve a gyorsítás lényeges, egyre nagyobb szögre kell állítani a légcsavart, megtartva ezzel a dinamikus állásszöget az optimális erőkifejtő tartományban. Ezzel a módszerrel folyamatosan lehet gyorsítani a repülőgépet, amíg a légcsavar eléri a legnagyobb beállítási szögét. Általában úgy választják meg a lehetséges szögállítási tartomány legnagyobb szögű felső határát, hogy a légcsavar a földön álló repülőgép esetében se forogjon folyamatos átesésben.

## Fordulatszám-szabályozás
Az előző szakaszban tárgyalt változtatható állásszög egy újabb problémát is felvet, amely szerint az egyre nagyobb állásszögön forgó légcsavar egyre nagyobb terhelést jelent a motor számára. Azaz például 20 fokos szögben álló lapátokkal egy 500 lóerős motor percenként 2000-es fordulattal tud megforgatni egy légcsavart, míg ugyanez az erőforrás már csak 1700-as percenkénti fordulatra lesz képes ha a lapátok szögét 40 fokosra állítjuk. Ez a példa természetesen leegyszerűsített formában, de érthetően mutatja, hogy szükség van a használt repülőgépmotor teljesítményét is valamilyen formában kezelni, hogy se túlterhelés, se kihasználatlan motorteljesítmény ne legyen jellemző a repülőgépre. A repülőgépmotor terhelését a megfelelően méretezett légcsavar jelenti, tehát a légcsavar mérete, állásszögei, fordulatszáma mindenkor arányban kell álljon a használt erőforrás teljesítményével. A gyakorlatban ez többnyire úgy néz ki, hogy a légcsavarszög-állító mechanizmus egyben a motor fordulatszám-szabályozását is vezérli, így az állítható szögű légcsavarokat gyakran állandó fordulatú légcsavarnak is nevezik. Úgy választják meg a beszabályozott fordulatszám felső határát, hogy azt a motor a maximálisra állított lapátszögek mellett is képes legyen teljesíteni. Ezzel megoldottá válik az optimális motorkihasználás, illetve a túlterhelés sem jelentkezik a nagyobb lapátszögek beállításakor. A nem állítható légcsavarral szerelt repülőgépekben a motor fordulatszámát jelző műszer egyben az aktuális motorteljesítményt mérő műszer is, mivel ezeknél a (kis)gépeknél a fordulatszám egyenes arányban áll a motorteljesítménnyel. A változtatható állásszögű légcsavaros gépek esetében, amikor a pilóta nagyobb szögre állítja a légcsavart és már működésbe lépett a fordulatszám-szabályozó, a fordulatszám mérő műszer kijelzése "megáll" az éppen beszabályozott fordulatszámnál és a továbbiakban az úgynevezett szívótérnyomásmérő műszerrel lehet figyelemmel kísérni a motor teljesítményét, ami a gázkar segítségével szabályozható. Ez természetesen csak a dugattyús motorral szerelt gépek esetében van így, ahol létezik a szívótér fogalma. Az egyes motorműszerek figyelése és kiszolgálása plusz feladat a pilóta számára, amely a motorok számának növelésével együtt sokszorozódik. Egy négymotoros gépen például az egyes fordulatszámok és szívótérnyomások egyszerre figyelése és vezérlése már komoly gyakorlatot és rutint igényel. Manapság már automatikus fordulatszám-szabályozás és légcsavarszög állítás jellemző a korszerű légcsavaros gépekre, de a kisebb sportrepülőgépek esetében még többnyire ez is a pilóta feladata. A régebbi cseh és orosz gyártású műrepülőgépek egy ötletes mechanikus légcsavarszabályozót kaptak, amely a repülési sebességből eredő légáramlás változásait használja fel, levéve ezzel a légcsavarszabályozás terhét a pilóta válláról, aki ezáltal fokozottabban koncentrálhat a műrepülés közbeni feladatokra.

## Autorotálás

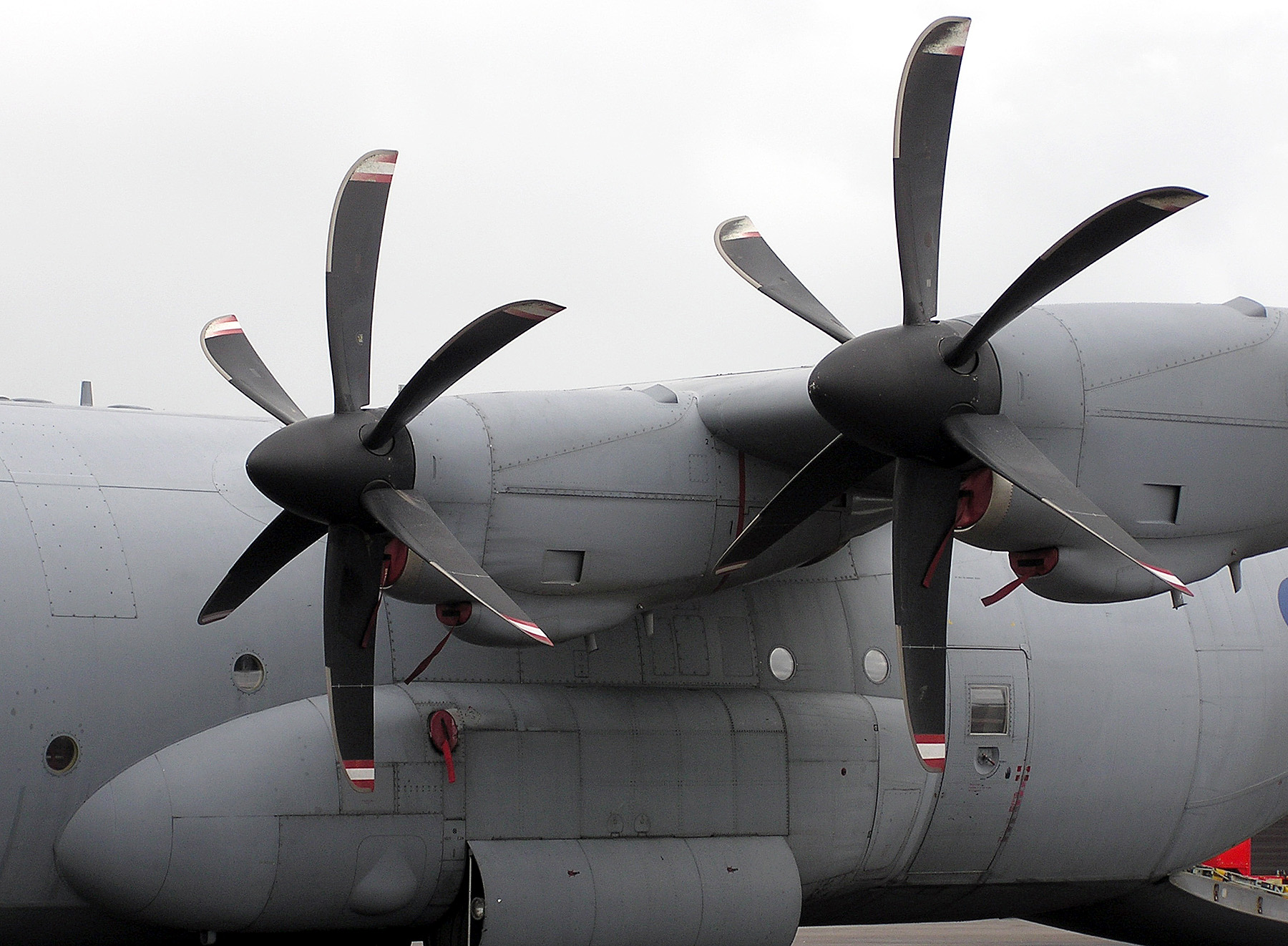
Hercules C4 légcsavarjai vitorla helyzetben

Ha repülés közben a hajtómű felőli meghajtás lecsökken vagy megszűnik, a légcsavart az érkező megfújó levegő forogni kényszeríti, ezt hívjuk autorotálásnak. Ha eközben a hajtómű kis teljesítményen jár, annak fékező hatása (motorfék) nem engedi túlpörögni a légcsavart. Gond akkor lehet, ha teljes teljesítményen járó motorral ereszkedik gyorsan a repülőgép, mert ebben az esetben – a negatív dinamikus állásszögből eredően – az autorotáció túlforgatja a légcsavart és a hajtóművet is. Álló motor esetében az autorotáláshoz szükséges energia erős fékezőhatásként érvényesül, lassítva ezzel a gép repülését. Ez súlyos gond lehet többmotoros repülőgépek esetében, ahol a légcsavarok által kifejtett vonó(toló)erővektor nem esik egybe a gép hossztengelyével. A szárnyon elhelyezett motorok esetében komoly problémát jelent a csak az egyik oldalon jelentkező fékhatás. Kifejezetten erre az esetre találták ki a vitorlába állítás lehetőségét. Ekkor a megfújásra merőleges helyzetbe lehet állítani a légcsavarlapátokat, megakadályozva ezzel az autorotálást és a féloldalas fékezőhatást. Létezik automata vitorlába állító rendszer is, amely a hajtómű repülés közbeni leállása esetén automatikusan vitorlába állítja a légcsavart. Az autorotálás a helikopterek esetében a kényszerleszállás egyetlen túlélhető módja. A helikopter hajtóművének leállásakor a rotorlapátokat gyorsan negatívba állítva kell zuhanni a géppel, ekkor a megfújás alulról érkezik és a negatívban (nem emelő hanem süllyesztő pozícióban) álló rotorlapátokat pontosan a jó irányba forgatja tovább a levegő. A talaj fölött – a kellő pillanatban – a pilóta gyorsan pozitívba állítja a lapátok állásszögét, és a lapátok tehetetlensége miatt kis ideig tovább forgó rotor termel még annyi felhajtóerőt, hogy a helikoptert biztonságosan a talajra lehessen tenni.

## Reakciónyomaték és precesszió

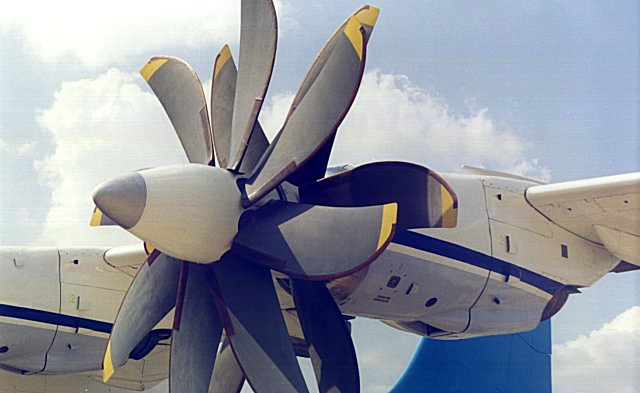
Az An–70 kettős légcsavarkoszorúja

A hatás-ellenhatás törvénye miatt a forgási iránnyal ellentétes irányú reakciónyomaték keletkezik a repülőgépen a légcsavar megforgatásával. A gyakorlatban a pilóta felől nézve a légcsavar forgási irányával ellentétes irányú elfordulás érzékelhető, amely hatás a legnagyobb teljesítményen – felszálláskor – érezhető a legkifejezettebben. Az egymotoros elrendezésű – a gép hossztengelyével egybeeső pozícióban elhelyezett – légcsavar egyirányú forgásából adódó légcsavarszél, aszimmetrikus megfújást eredményez a mögötte elhelyezkedő függőleges vezérsíkon. Ezek együttes hatásai a még talajon haladó repülőgép felszállóegyenesről való kitörését idézhetik elő. Ezért ezt az oldalkormány segítségével ellen kell tartani, hogy a felszálló gép megtartsa a helyes pályairányt. Egyes többmotoros szállító-repülőgép típusokon olyan hatalmas lenne a reakciónyomaték ereje, hogy a tervezők úgy küszöbölték ki annak hatását, hogy a hajtóművek kihajtásán két-két egymással ellentétes irányban forgó légcsavarkoszorút ún. koaxiális légcsavart helyeztek el. Erre a legkiválóbb példa az Antonov tervezőiroda mérnökei által megalkotott An–70-es szállító repülőgép. A négymotoros gépeknél a nagy visszaható forgatónyomaték a szárnyvégek közelében elhelyezett külső motorok esetében már tekintélyes mértékű, ezért a hosszú erőkaron jelentkező durva csavaró irányú erőre mindenképp méretezni kell a gép szárnyának tartórendszerét. Sajnos a repülésben tévesen terjedt el, hogy az előbbiekben tárgyalt reakciónyomatékot összetévesztik a precesszióval. A precessziós hatás akkor alakul ki, amikor egy megforgatott testet kitérítünk a forgási síkjából. Ennek hatására a kitérítő erő irányával ellentétes precessziós nyomaték keletkezik, amely törekszik a test eredeti forgási síkját megtartani. Egy egymotoros gép orrán elhelyezett légcsavart két kormány segítségével lehet kimozdítani a forgási síkjából, ezek az oldalkormány és a magassági kormány. Működésük egymásra és a légcsavar fogási síkjára is merőleges elmozdulást okoz, így precessziós ellen-nyomatékot idéznek elő. Ezzel szemben a gép hossztengelyével párhuzamos forgómozgást előidéző csűrőkormány nem téríti ki a légcsavart a síkjából, így precessziós nyomatékot a légcsavarra nézve nem okoz, ám a légcsavar forgásából adódó reakciónyomaték miatt könnyebb orsózni a légcsavar forgási irányával szembe, mint vele egyező irányba. Más szavakkal kifejezve: a repülőgép fel-le, illetve jobbra-balra irányú mozgásainál a légcsavar precessziós nyomatékát, míg a hossztengely körüli forgásnál illetve le- és felszállásnál a visszaható forgatónyomatékot, azaz a reakciónyomatékot kell figyelembe venni.

## Koaxiális légcsavar
Mindamellett, hogy az előzőekben tárgyalt reakciónyomatékot ki lehet küszöbölni az egy közös tengelyen egymás mögött ellentétes irányban forgó koaxiális légcsavarokkal, ennek az elrendezésnek több más előnye is van. Természetesen csak ott alkalmazható, ahol a különlegesen erős mechanikai áttételek és a kettőzött légcsavarkoszorúk többletsúlya arányban állnak a géptől elvárt teljesítménnyel. Ez kisebb gépeken nem jellemző, és nem is szükséges, de az egyes katonai gépek, illetve a nagyobb szállítógépek esetében bevált megoldásnak számít. A koaxiális légcsavar nem tévesztendő össze a hajtóművenkénti egylégcsavaros, de oldalanként egymással szembeforgó megoldásokkal. Ez utóbbinál a gép két oldalán a motorok és a légcsavarok egymásnak szembe forognak, csökkentve a hátsó vezérsíkok körüli aszimmetrikus légáramlást, amely az egyirányú forgásból adódna. Az egylégcsavaros hajtóműveknél a légcsavar körül kialakuló áramlás energiájának egy jelentős része elvész az egyirányban forgó légörvénnyel együtt. Ezt képes megakadályozni a koaxiális elrendezés, ahol a második légcsavar az első által keltett légörvény energiáját felvéve hasznosítja azt, miközben gyengíti is annak aszimmetrikus hatását. A koaxiális elrendezésű helikopterek a szembeforgás által kiegyenlített reakciónyomatékok miatt képesek farokrotor nélkül repülni, a vízszintes elfordulást az egymáshoz képest külön szabályozható rotorok kismértékű eltérésével oldják meg. A lassabb rotor kisebb reakciónyomatékot gerjeszt, így a gyorsabban forgó nagyobb ellennyomatéka felé (gyakorlatilag a lassabb irányába) fordul az ilyen felépítésű helikopter. A koaxiális elrendezés minden esetben precíz mechanikai megoldásokat és bonyolult fordulatszámvezérlést kíván, de hosszú évek tapasztalata bizonyítja a koaxiális légcsavarok létjogosultságát.

## Köpenyes (gyűrűházas) légcsavar
A hatásfokjavítás másik módja a szárnyvégeken leváló áramlások veszteségének csökkentése. Ezt a propeller köré helyezett lemezgyűrűvel (gyűrűházzal) érik el. Ilyen alkalmazást találunk a magyar légimentők Eurocopter EC-135 típusú helikoptereinek hátsó propellerénél.

## Légcsavaros gázturbinás hajtómű
Repülőgépek hajtására elterjedten alkalmazzák a turbólégcsavaros meghajtást, amikor a légcsavar forgatását egy gázturbina végzi. A turbólégcsavaros hajtómű legelőnyösebb tulajdonsága a magas hatásfoka, míg hátrányai közé az alacsonyabb elérhető maximális sebesség, és főként az utasszállító repülőgépek esetén fontos szempontként szereplő magas zajszint tartozik. Turbólégcsavaros meghajtásnál a légcsavar forgatására leggyakrabban légcsavaros gázturbinát alkalmaznak, amelynél a gázturbina égésteréből kilépő gáz mozgási energiáját a gázturbina tengelyének forgatására használják. A légcsavaros gázturbinában a turbina, a kompresszor és a reduktor egy tengelyre van szerelve. Főként helikoptereknél, de ritkábban repülőgépeknél is alkalmazzák a szabadturbinákat (más néven: tengelyteljesítményt szolgáltató gázturbinás hajtómű), amelyeknél a kompresszort és a reduktort hajtó turbinafokozatok külön tengelyen találhatók.
A világ első működő légcsavaros gázturbinájának megalkotása Jendrassik György nevéhez fűződik. Az 1938-ban megtervezett és a Ganznál 1940-ben elkészített Cs 1 típusú légcsavaros gázturbinát a Varga László tervei alapján kifejlesztett X/H és X/G kéthajtóműves felderítő repülőgéphez szánták.